# Reichsgerichtsrat
Reichsgerichtsrat war die Dienstbezeichnung eines (beisitzenden) Richters am Reichsgericht. Die Vorsitzenden Richter am Reichsgericht führten die Amtsbezeichnung Senatspräsident. Die Reichsgerichtsräte wurden durch die Länder vorgeschlagen.

## Geschichte

### Kaiserreich

#### Ernennung
Nach dem Ausscheiden eines Richters wurde in der Regel der Bundesstaat, dem der ausscheidende Richter angehörte, aufgefordert einen Vorschlag zu nennen. Der Bundesrat berief meistens dann den Vorgeschlagenen. Mit dem Ausscheiden der ersten Richtergeneration 1896/97 wurde die Besetzung der Ratsstellen in der Presse diskutiert. Immer wieder wurde kritisiert, dass die Richter vom Reichsjustizamt ausgesucht werden sollten, da vermutet wurde, kleinere Bundesstaaten berücksichtigen die Befähigung bei der Auswahl nicht. Bei der Ernennung wurde älteren Richtern regelmäßig der Rote Adlerorden IV. Klasse verliehen.

#### Tätigkeit
Ein Wechsel zwischen Straf- und Zivilsenaten war für Richter nicht ungewöhnlich. In der Arbeitsbelastung unterschieden sich Straf- und Zivilsenate.

##### Richter in Zivilsenaten
Die zivilrechtlichen Senate standen in der Kontinuität zum Reichsoberhandelsgericht: 1879 waren 17 Richter von 41 Richtern der Zivilsenate vormals Richter des Reichsoberhandelsgerichts. Die Reichsgerichtsmitglieder in den Zivilsenaten haben stets über die Arbeitsbelastung geklagt. Neben fehlenden Haushaltsplanstellen lag dies auch daran, dass in den Zivilsenaten die Revision oft zu „Eingriffen des Reichsgerichts in die Beurteilung der Tatfrage“ geführt haben.
Nach § 134 GVG 1879 durften an sich keine Hilfsrichter zugezogen werden. Es wurde ansonsten die Einflussnahme durch das Reichsjustizamt auf Entscheidungen befürchtet. Um den Geschäftsanfall der Anfangsjahre zu bewältigen, stellte Preußen auf eigene Kosten Richter für die Hilfssenate. Abhilfe wurde mit Errichtung zweier Senate und entsprechender Ratsstellen 1884/86 geschaffen. In den 1890er Jahren waren die Zivilsenate ausgelastet. Um der drohenden Arbeitsbelastung mit dem neuen BGB vorzubeugen, wurden weitere Ratsstellen und ein neuer Zivilsenat errichtet. Entgegen dem Willen einer bestellten Kommission aus Reichsgerichtsmitgliedern, die seit jeher eine Erhöhung der Revisionssumme auf 3000 Mark favorisierte. 1902 wurde festgestellt, dass der Geschäftsanfall unterschätzt wurde.

Zur Entlastung des Reichsgerichts wurden zur Aufarbeitung der Rückstände zusätzliche Hilfsrichter ab dem 1. Juni 1910 eingestellt, 1913 verlängert bis 1. Juni 1914. Die 11 Hilfsrichter wurden zur Verstärkung der sieben Zivilsenate eingesetzt. Alle 14 Tage fand eine Sitzung unter Vorsitz des ältesten Richters statt zusätzlich zu den beiden in der Woche stattfindenden Sitzungen.

##### Richter in Strafsenaten
Das Reichsstrafgesetzbuch von 1871 lehnte sich an das Preußische Strafgesetzbuch von 1851 an. Daher orientierten sich die Gerichte der übrigen Bundesstaaten am Preußischen Obertribunal bis zur Gründung des Reichsgerichts 1879. Daher wurden 6 von 18 Richtern vom Obertribunal übernommen.
Die Richter in den Strafsenaten hatten einen geringeren Arbeitsanfall. Um 1900 wurden Revisionen 4–6 Wochen nach Eingang erledigt. Jeder Senat hielt in der Woche zwei Sitzungen ab in den 12–15 Sachen behandelt wurden.

#### Ruhestand
Nach dem § 130 GVG 1879 schied ein Reichsgerichtsrat im Kaiserreich nur bei andauernder Dienstunfähigkeit aus. So trat Schlesinger im Alter von 81 Jahren nach 32 Dienstjahren als Reichsgerichtsrat in Pension. Bis 1904 wurde routinemäßig bei der Pensionierung der Rote Adlerorden II. Klasse mit Stern, nach 1904 III. Klasse verliehen.

### Weimarer Republik
In der Weimarer Republik beklagten die Richter die Arbeitsbelastung durch die Mehrfachmitgliedschaften in den neugeschaffenen Gerichtshöfen, die dem Reichsgericht angegliedert wurden: Staatsgerichtshof, Reichsbahngericht, Wahlprüfungsgericht beim Reichstag, Staatsgerichtshof zum Schutze der Republik. Hinzu kamen Zuständigkeitszuweisungen wie bei den Kriegsverbrecherprozessen. Daneben hatte der Anfall an Revisionen einen neuerlichen Höchststand erreicht. Im Zivilrecht verursachten dies die steigende Inflation, die Streitigkeiten über die Geschäftsgrundlage langfristiger Verträge auslöste und zu einer faktischen Absenkung der Revisionssumme führte. Einen steilen Anstieg der Ehescheidungen nach dem Ersten Weltkrieg („Scheidungsseuche“) und nicht amnestierte Straftaten aus den Wirren 1919–1921 führten zu weiteren Revisionen.
Seit März 1922 gab es einen Richterverein beim Reichsgericht als Interessenvertretung. Der Verein konnte nicht verhindern, dass zum Dezember 1923 durch die Personalabbauverordnung mehrere Räte altersbedingt ausscheiden mussten, denn seither galt für Mitglieder des Reichsgerichts das 68. Lebensjahr als Altersgrenze. Die Herabsetzung der Altersgrenze für die Reichsrichter auf 65 Jahre wurde in der Justizkrise gefordert. Durch die Affäre des „Kollegen Jorns“ forderte 1930 der Reichstagsabgeordnete Rosenfeld (SPD) ein Peers-Schub beim Reichsgericht um das hochkonservative Richterkorps zu demokratisieren. Der Reichstag hatte bisher vergeblich versucht, die Rechtsprechung des IV. Strafsenats in Fällen des „literarischen Hochverrats“ durch Gesetzesänderungen zu korrigieren. Von den 25 neu ernannten Räten in der Republik entstammte keiner einer Arbeiter- oder Angestelltenfamilie.

### Nationalsozialismus
Zu Beginn der Zeit des Nationalsozialismus bewirkte das Gesetz zur Wiederherstellung des Berufsbeamtentums die Zwangspensionierung mehrerer jüdischer oder politisch missliebiger Richter. Das sogenannte „Frontkämpferprivileg“ in § 3 II 1 galt formal für die meisten Räte des Reichsgerichts, da sie ihre berufliche Laufbahn vor dem 1. August 1914 begonnen hatten. Dennoch wurden Nichtarier (Alfons David) oder der einzige Sozialdemokrat (Hermann Großmann) geschasst. Weiterhin dominierten im Nationalsozialismus Richter aus Akademikerfamilien (54,5 %) oder aus bürgerlichen Berufsschichten (40,5 %). Die NSDAP wirkte bei den Ernennungen der Richter des Reichsgerichts mit. Der Stab des Stellvertreters des Führers begutachtete den Bewerber.

## Amtstracht
Der Talar der Reichsgerichtsräte bestand aus einer Robe und einem Barett aus karmesinroten Wollstoff und einem weißen Halstuch mit heraushängenden Zipfeln. Aus rotem Samt war der Besatz der Robe und der Barettrand. Der Barettrand wurde beim Präsidenten durch drei goldene Schnüre, bei Senatspräsidenten durch zwei goldene, bei Räten durch zwei rotseidene Schnüre zusammengehalten.
Der Allerhöchste Erlass zur Amtstracht der Richter des Reichsgerichts vom 29. Oktober 1879 gilt heute noch für die Roben der Richter am Bundesgerichtshof.

## Reichsgerichtsrätekommentar
Bekannt sind die Reichsgerichtsräte durch den von ihnen 1910 begründeten Reichsgerichtsräte-Kommentar (RGRK) zum BGB. Nach 1945 wurde der RGRK im Verlag Walter de Gruyter (Berlin/New York) weitergeführt, mit Erscheinen der 12. Auflage 1974 allerdings eingestellt.
Zwischen 1940 und 1943 erschien zudem ein Reichsgerichteräte-Kommentar zum Handelsgesetzbuch in erster Auflage (RGRK-HGB). Dabei handelte es sich eigentlich um die 15. Auflage des von Hermann Staub begründeten Kommentars. Die Namensänderung und neu begonnene Zählung dienten im Einklang mit der nationalsozialistischen Ideologie dazu, den maßgeblichen Einfluss des jüdischen Rechtswissenschaftlers zu verheimlichen. Seit der 4. Auflage 1982 erscheint das Werk wieder unter dem Namen seines Begründers.